# Alberto Arilla
Alberto Arilla (Barcelona, 16 de diciembre de 1937 -Valencia, 5 de septiembre de 2021) fue un tenista profesional español. 
Generalmente se asoció con su hermano menor José Luis Arilla, Manuel Santana o Andrés Gimeno en la Copa Davis, en la que jugó un total de 8 partidos.

## Jugador de tenis
Nació el 16 de diciembre de 1937 en Barcelona capital. Cogió por primera vez una raqueta de tenis a los diez años. Estudió Bachiller y más tarde hizo la carrera de Ingeniería Química Privada en el Instituto Químico de Sarriá (IQS) licenciándose como químico. Durante todos estos años, compaginó los estudios con la práctica del tenis. A partir del año 1954 y hasta 1957 fue componente del equipo de España de la Copa Galea (Campeonato de Europa por Naciones para menores de veintiún años) ganando dicha competición con el Equipo Español en los años 1956 y 1957, año este último en el que se proclamó también vencedor de Roland Garros junior. En 1958 debuta en con el Equipo Español de la Copa Davis, del que formó parte hasta el 63 incluido.

## Retirada del tenis
Abandonó la práctica del tenis activo a finales de ese mismo año para establecerse en Valencia y contraer matrimonio con Victoria Pérez-Payá y empezó a desarrollar su trabajo como químico. Después, en 1965, comenzó a trabajar en Zumos Vida hasta el año 1974 en el que empezó a trabajar en Lois como Director de Exportación y posteriormente como Director de Licencias Internacionales hasta su jubilación, el 30 de junio de 2007.